# François Boyer
Pour les articles homonymes, voir François Boyer (homme politique) et Boyer.
François Boyer est un scénariste, romancier et dramaturge français, né le 30 mars 1920 à Épernay, dans la Marne (Champagne-Ardenne), et mort le 24 mai 2003 à Saint-Germain-en-Laye (Yvelines).

## Biographie
François Boyer est ancien élève de l'IDHEC.
On lui doit des scénarios de quelques grands classiques du cinéma français, tels que Jeux interdits (tiré de son roman Les Jeux inconnus), La Guerre des boutons, Un singe en hiver et Week-end à Zuydcoote. Il intervient souvent à titre de dialoguiste et travaille maintes fois en collaboration avec Henri Verneuil ou Yves Robert.
Il apparaît brièvement dans le rôle du prêtre dans La Guerre des boutons.

## Œuvre littéraire

### Romans
- Les Jeux inconnus (1947), réédité à partir de 1952 sous le titre Les Jeux interdits aux Editions de Minuit.
- Bébert et l'omnibus (1952)
- L'Émeute (1953)
- La Gare du ciel (1954)
- Le Petit Bougnat (1970)
- Le Match du siècle (1989)

### Autres publications
- Pour nos fils. Le Manuscrit retrouvé (1941)
- Berlioz (1982)

## Filmographie

### Au cinéma
- 1952 : Jeux interdits, film français réalisé par René Clément, adaptation du roman Les Jeux inconnus par l'auteur en collaboration avec Jean Aurenche et Pierre Bost
- 1954 : Les Fruits sauvages, film français réalisé par Hervé Bromberger, adaptation du roman Notre rêve qui êtes aux cieux de Michel Durafour ; dialogues de François Boyer et Jacques Berland
- 1954 : Les Intrigantes, film français réalisé par Henri Decoin, adaptation du roman La Machination de Jacques Robert
- 1955 : Chiens perdus sans collier, film français réalisé par Jean Delannoy, adaptation du roman du même titre de Gilbert Cesbron
- 1955 : Des gens sans importance, film français réalisé par Henri Verneuil, adaptation du roman du même titre de Serge Groussard
- 1957 : Élisa, film français réalisé par Roger Richebé, adaptation du roman La Fille Élisa d'Edmond de Goncourt
- 1957 : Que les hommes sont bêtes, film français réalisé par Roger Richebé
- 1957 : Une manche et la belle, film français réalisé par Henri Verneuil, adaptation du roman Une manche et la belle (The Sucker Punch) de James Hadley Chase
- 1958 : Le Joueur, film français réalisé par Claude Autant-Lara, adaptation du roman Le Joueur de Dostoïevski
- 1959 : Ça n'arrive qu'aux vivants, film français réalisé par Tony Saytor, adaptation du roman Ça n'arrive qu'aux vivants (The Things Men Do) de James Hadley Chase
- 1960 : Les Magiciennes, film français réalisé par Serge Friedman, adaptation du roman Les Magiciennes de Boileau-Narcejac
- 1962 : La Guerre des boutons, film français réalisé par Yves Robert, adaptation du roman La Guerre des boutons de Louis Pergaud
- 1962 : Un singe en hiver, film français réalisé par Henri Verneuil, adaptation du roman Un singe en hiver d'Antoine Blondin
- 1963 : Bébert et l'Omnibus, film français réalisé par Yves Robert, adaptation de son propre roman du même titre
- 1964 : Week-end à Zuydcoote, film français réalisé par Henri Verneuil, adaptation du roman Week-end à Zuydcoote de Robert Merle
- 1965 : Les Copains, film français réalisé par Yves Robert, adaptation de roman Les Copains de Jules Romains
- 1967 : La Vingt-cinquième heure, film français réalisé par Henri Verneuil, adaptation du roman La Vingt-cinquième Heure de Virgil Gheorghiu
- 1968 : Le Mois le plus beau, film français réalisé par  Guy Blanc
- 1969 : Sous le signe du taureau, film français réalisé par  Gilles Grangier, adaptation du roman Fin de journée de Roger Vrigny
- 1970 : Le Petit bougnat, film français réalisé par Bernard Toublanc-Michel, adaptation de son propre roman du même titre
- 1972 : Le Bar de la fourche, film français réalisé par Alain Levent, adaptation du roman du même titre de Auguste Gilbert de Voisins
- 1973 : Prêtres interdits, film français réalisé par Denys de la Patellière, scénario original signé sous le nom Jean-François Boyer et rédigé en collaboration avec le réalisateur et Jean-Claude Barreau
- 1973 : Gross Paris, film français réalisé par  Gilles Grangier, adaptation du livre Trente années sur les champs de course de Maurice Bernardet
- 1974 : Mords pas, on t'aime, film français réalisé par Yves Allégret, scénario original rédigé en collaboration avec le réalisateur

### À la télévision
- 1977 : Où vont les poissons rouges ?, téléfilm français réalisé par André Michel, scénario original de François Boyer
- 1979 : L'Homme au petit chien, téléfilm français réalisé par Jean-Marie Degèsves, adaptation d'un roman L'Homme au petit chien de Georges Simenon
- 1983 : La Vie de Berlioz, mini-série française en 6 épisodes réalisée par Jacques Trébouta et Viktor Sergeev, scénario original de François Boyer

## Théâtre
- 1971 : Dieu aboie-t-il ? (ou Adorable Pucelle) de François Boyer, mise en scène Jean Negroni, Théâtre des Mathurins. La pièce a été publiée dès 1969, sous le titre Dieu aboie-t-il ?, chez Gallimard.

## Distinction
- Nommé pour l'Oscar de la meilleure histoire originale pour Jeux interdits à la 27e cérémonie des Oscars.